# Cara (geometría)

Mosaico cuadrado - cuatro caras cuadradas por vértice

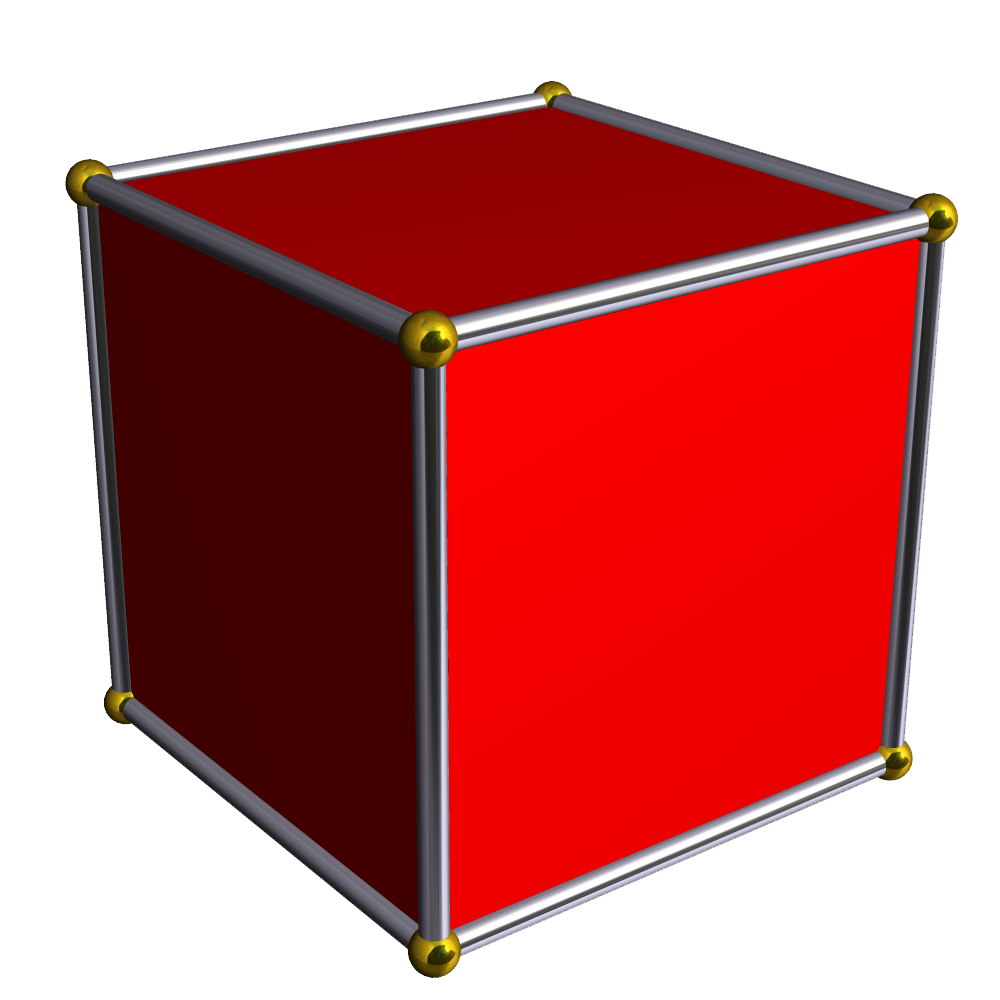
Hexaedro - tres caras cuadradas faces por vértice

En geometría, una cara es cada uno de los planos que forman un ángulo diedro o poliedro, o cada uno de los polígonos que forman o limitan un poliedro. Por ejemplo, cualquiera de los cuadrados que limitan un hexaedro regular (cubo) es una cara del mismo. El sufijo -edro se deriva del sustantivo griega ἕδρα, que significa "asiento" o "base".
Los polígonos (bidimensionales) que limitan los politopos de altas dimensiones comúnmente también se llaman caras, y en general, cualquiera de los límites dimensionales más bajos del politopo es una n-cara del mismo. 

## Definición formal
En geometría convexa, una cara de un politopo es la intersección entre cualquier hiperplano de soporte.
Las siguientes son las n-caras de un polícoro o politopo tetra-dimensional:
- 4-caras -o el polícoro en sí mismo, 4-dimensional
- 3-caras -o cualquier célula de 3 dimensiones
- 2-caras - ocualquier cara poligonal de 2 dimensiones (usando la definición común de cara)
- 1-caras -o cualquier borde 1-dimensional
- 0-caras -o cualquier vértice 0-dimensional
- el conjunto vacío

## Facetas
Si el politopo tiene n dimensiones, una cara de n-1 dimensiones se llama faceta. Por ejemplo, una célula de un polícoro es una faceta del mismo, así como una cara (bidimensional) lo es de un poliedro, y un lado de un polígono. Una cara de n-2 dimensiones se llama canto.
- Datos: Q3064117